# Gospićko-senjska biskupija
Gospićko-senjska biskupija je crkvena dijeceza u sklopu Riječke metropolije, osnovana 2000. godine podjelom dotadašnje Riječko-senjske nadbiskupije. Biskupija ima sjedište u Gospiću, a obuhvaća gospićki, ogulinski, otočki, senjski, slunjski i udbinski dekanat. Trenutno biskupijom upravlja dijecezanski biskup mons. Marko Medo.
Gospićka katedrala navještenju blažene Djevice Marije služi kao biskupska prvostolna crkva.

## Povijest
Dana 25. svibnja 2000. godine papa Ivan Pavao II. izdao je bulu kojim dijeli dotadašnju Riječko-senjsku nadbiskupiju na dvije crkvene jedinice: Riječku nadbiskupiju i Gospićko-senjsku biskupiju. Svakoj od njih pripalo je po pet dekanata dotadašnje Nadbiskupije. Riječkoj nadbiskupiji ostaju dekanati: bakarski, crikvenički, delnički, opatijski i riječki, a Gospićko-senjskoj biskupiji pripadaju dekanati: gospićki, ogulinski, otočki, senjski i slunjski. 
Istog dana za prvog biskupa imenovan je Mile Bogović, dotadašnji pomoćni riječko-senjski biskup sa sjedištem u Gospiću. 
On je još prije, u svom biskupskom imenovanju, dobio zadatak ispitati opravdanost osnivanja nove biskupije i njezinu metropolitansku pripadnost. Osnivanje nove biskupije već je podržala Hrvatska biskupska konferencija, a tadašnji riječko-senjski nadbiskup Anton Tamarut još je krajem 1997. godine u tom smislu poslao obrazloženi prijedlog. Biskup Bogović je u svom odgovoru naglasio važnost osnivanja jedne biskupije na širokom prostru između Zagreba, Zadra, Rijeke i Banje Luke i predložio da se osnuje Gospićko-senjska biskupija i ostane unutar Riječke metropolije, za što se već prethodno opredijelio kler, nadbiskup riječko-senjski i HBK. Sveta Stolica prihvatila je taj prijedlog.
Svečanost uspostave nove biskupije i ustoličenje prvoga gospićko-senjskog biskupa održana je 25. srpnja 2000. godine, na dan sv. Jakova, zaštitnika bivše Krbavske biskupije.
Područje novoosnovane Gospićko-senjske biskupije spada u najslabije naseljene dijelove Hrvatske. Više od polovice tog područja bilo je od 1991. do 1995. godine pod srpskom okupacijom. S tog okupiranog dijela gotovo svi katolici bili su protjerani, a crkve i ostali crkveni objekti bili su sustavno uništavani. Nijedna crkva nije bila pošteđena. Kada je to područje u kolovozu 1995. g. oslobođeno, napustila ga je većina srpskog stanovništva. Njihove crkve ostale su uglavnom pošteđene, ali je dobar dio obiteljskih kuća stradao, pogotovo one koje nisu poslužile za stan – iste godine – prognanih katolika iz Bosne. Povratak prognanih katolika na njihova ognjišta nakon 1995. godine nije tekao tako brzo jer je trebalo najprije osigurati krov nad glavom. 
Ni onaj drugi dio biskupije koji nije bio pod okupacijom nije pošteđen od ratnih razaranja i stradanja pučanstva. U takvim okolnostima Crkva želi biti što bliže uz narod, pratiti ga u njegovom mukotrpnom nastojanju oko duhovne i materijalne obnove. Važno je i nakon svega što se dogodilo, neprestano riječju i primjerom pokazivati da je miran suživot s drugim i drugačijim ne samo potreban i moguć, nego jedna vrhunska humana vrednota koju su upravo vjernici prvi pozvani da je gaje i razvijaju.
Biskup Mile Bogović se 2016. odrekao biskupske dužnosti i umirovio. Kongregacija za biskupe prihvatila je njegovo odreknuće, čime je ostalo upražnjeno mjesto biskupa Gospićko-senjske biskupije do ređenja novog biskupa. Odlukom pape Franje i potpisom prefekta i tajnika Kongregacije za biskupe je dekretom od 4. travnja 2016. godine za apostolskog administratora imenovala umirovljenog biskupa Milu Bogovića koji će obnašati tu dužnost do preuzimanja dužnosti novoimenovanog biskupa Zdenka Križića. Objava je pročitana isti dan.

### Prethodnice
Današnja Gospićko-senjska biskupija nasljednica je negdašnje Senjske biskupije. Ona se spominje već u 5. stoljeću. Obnovljena je u 12. stoljeću i od tada postoji do 1969. godine. Iste godine bulom pape Pavla IV. ravnopravno je sjedinjena s tadašnjom Riječkom biskupijom te uzdignuta na čast metropolije. Tadašnji senjski biskup Viktor Burić postaje prvi riječko-senjski nadbiskup. 
Senjska biskupija prva u katoličkom svijetu dobiva dopuštenje za uporabu narodnog jezika u katedralnoj crkvi. Navedenu povlasticu dao je 1248. godine papa Inocent IV. tadašnjem senjskom biskupu Filipu. Ostali narodi svijeta navedenu povlasticu dobivaju na II. Vatikanskom koncilu tj. tek u 20. stoljeću. 
Za katedrom senjskih biskupa stajali su mnogi značajni velikani. Svakako najpoznatiji je biskup Mirko Ožegović Barlabaševački, barun. Poznat kao preporoditelj, osnivač prve čitaonice i knjižnice u Senju, obnovitelj gimnazije, dobrotvor senjski. S obzirom na to da je senjski biskup imao dopuštenje za službu Božju na starohrvatskom jeziku, isti je predvodio svečanu liturgiju povodom ustoličenja Josipa Jelačića za bana, u crkvi Sv. Marka u Zagrebu.
U Senju je 1494. godine osnovana prva tiskara u Hrvatskoj. Senj je danas sijelo poznatog i drevnog Senjskog kaptola. Prilikom osnivanja Gospićko-senjske biskupije senjska katedrala je zadržala navedeni status. Nakon što je 15 stoljeća bio biskupsko sjedište, od toga osam stoljeća neprekidno, Senj danas nema biskupa koji stoluje u njemu.

## Geslo i grb
Geslo je

„U ime Oca i Sina i Duha Svetoga.”
Grb biskupije je spoj nekoliko povijesnih grbova koji su povijesno vezani za područje biskupije i biskupe koji su djelovali na području biskupije kao takve. Tako su pojedini elementi grba izuzeti iz grba biskupa Mile Bogovića i Ivana Krstitelja Ježića (1789. – 1833.). Vrh štita je štit s grba ličke obitelji Perović, koji se čuva u senjskoj katedrali gdje se nalazi najstariji hrvatski grb. Križ označuje glagoljsko slovo  (az). Tri trokuta su simbol Presvetog Trojstva te vrhunaca (Velebit, Plješevica, Klek). Sve oplakuje more i natapaju vodopadi (Plitvice i Rastoke).
Dvije zvijezde simboliziraju dva središta biskupije, Gospić i Senj, a glagoljsko slovo  (Š) označava Svetu jubilarnu godinu 2000..

## Župe
(nepotpun popis)
(abecednim redom)
- BDM Karmelska, Kuterevo
- BDM Karmelska, Smiljan
- BDM od Svete krunice, Čanak
- BDM od Svete Krunice, Ličko Lešće
- BDM Snježna, Krivi Put
- BDM Utješiteljica, Trošmarija
- Duh Sveti, Hrvatski Blagaj
- Marija Majka Crkve, Plitvice
- Navještenje BDM, Gospić
- Pohod BDM sv. Elizabeti, Baške Oštarije
- Pohođenje BDM, Brlog
- Presveto Trojstvo, Modruš
- Presveto Trojstvo, Otočac
- Presveto Trojstvo, Slunj

## Popis biskupa
- mons. Mile Bogović (2000. – 2016.)
  - mons. Mile Bogović (2016.) kao apostolski upravitelj – do ređenja novog biskupa
- mons. Zdenko Križić (2016. – 2023.)
  - mons. Richard Pavlić (2023. – 2024.) kao dijecezanski upravitelj – do ređenja novog biskupa

- mons. Marko Medo (2024. – danas)

## Crkve Gospićkog dekanata na području grada Gospića
- Katedrala Navještenja Blažene Djevice Marije u Gospiću.Gospić – Župna crkva Navještenja Blažene Djevice Marije, iz 1780. g., zapaljena je 15. rujna 1991. Obnova počinje tijekom Domovinskog rata, pred Božić 1992.godine pokrivena je. Obnova dobrim dijelom završena do blagdana Sv. Marije Magdalene 1999. g.

Odlukom Svetog Oca od 25. svibnja 2000. godine Božji hram na čast Navještenja Blažene Djevice Marije uzdiže se na stupanj i dostojanstvo katedralne crkve. 
U gradskom groblju Sv.Marije Magdalene je istoimena kapelica sagrađena 1856. g.
U Kaniškoj ulici u Gospiću je kapela Sv. Ivana Nepomuka izgrađena prije 1756. g.
- Aleksinica – Župna crkva Sv. Ivana Krstitelja, izgradio ju je 1695. g. pop Marko Mesić.

- Bilaj – Župna crkva Sv. Jakova apostola, sagrađena 1848. g. Uništena 11. rujna 1991. g. Obnovljena je 1994. g.

- Brušane – Župna crkva Sv. Martina, sagrađena 1834. g.

- Bužim – Crkva Sv. Terezije Avilske

- Donje Pazarište – Župna crkva Sv. Jakova apostola sagrađena 1700. g.

- Klanac – Župna crkva Uznesenja Blažene Djevice Marije, sagrađena 1837. g.

- Lički Novi – Župna crkva Sv. Antuna Padovanskog, sagrađena 1690. g. Uništena 1991. g. Obnovljena je 2001. g., a tijekom obnove u crkvi su pronađene stare grobnice i nešto starog nakita.

- Lički Osik – Župna crkva Sv. Josipa, sagrađena 1842. g. Uništena 1991. g. Obnovljena 2000. g.

- Mušaluk – Zavjetna crkva Sv. Duha, 1700. g. sagradio je pop Marko Mesić.

- Ribnik – Župna crkva sv. Apostola Petra i Pavla, sagrađena 1878. g. Oštećena u granatiranju 1991. i 1992. g.

- Smiljan – Župna crkva Blažene Djevice Marije Karmelske, sagrađena 1860. g.

- Široka Kula – Župna crkva Sv. Mateja, sagrađena 1734. g. Zapaljena je 1942. g., a srušena 1945. i kamen raznijet. Nije dozvoljena obnova. Temelji otkopani 1997. g. Novi kamen temeljac za gradnju crkve 28. kolovoza 1998. g. postavio dr. Ivan Šporčić, generalni vikar Riječko-senjske nadbiskupije. Izgradnja još nije završena.

- Trnovac – Župna crkva Sv. Nikole Blaženoga, sagrađena 1880. g. Oštećena u avionskom bombardiranju. Obnovljena.

## Vanjske poveznice
- Službene stranice Gospićko-senjske biskupije